# بي بي 8
بي بي 8 هو شخصية روبوت في سلسلة حرب النجوم ظهر للمرة الأولى في فيلم حرب النجوم: القوة تنهض الذي صدر سنة 2015. وهو كروي مع رأس مقبب حر الحركة. أدى صوته كل من بيل هادر وبن شوارتز. يلتقي ب«راي» البطلة في حرب النجوم: القوة تنهض ويصحبها خلال أحداث القصة، حيث يملك جزء من خريطة توضح مكان الجيداي «لوك سكاي ووكر».